# Anne Audain
Anne Frances Audain, geborene Anne Frances Garrett (* 1. November 1955 in Auckland), ist eine ehemalige neuseeländische Mittel- und Langstreckenläuferin.

## Laufbahn
Direkt nach ihrer Geburt wurde sie adoptiert. Infolge eines Geburtsfehlers waren ihre Fußknochen deformiert; erst nachdem sie mit 13 Jahren operiert wurde, konnte sie richtig gehen und laufen. Bereits drei Jahre später lief sie über 1500 Meter eine Zeit, die sie für die Olympischen Spiele in München qualifiziert hätte; jedoch wurde sie für die Olympiamannschaft nicht berücksichtigt, da man sie für zu jung hielt.
1973 wurde sie Neunte bei den Crosslauf-Weltmeisterschaften in Waregem und 1974 Sechste über 1500 Meter bei den British Commonwealth Games in Christchurch. Bei den Crosslauf-Weltmeisterschaften 1975 in Rabat wurde sie Zehnte in der Einzelwertung und gewann mit der neuseeländischen Mannschaft Silber.
1976 schied sie bei den Olympischen Spielen in Montreal über 800 und 1500 Meter im Vorlauf aus. Drei weitere Male startete sie bei den Crosslauf-Weltmeisterschaften: 1977 in Düsseldorf wurde sie Neunte und gewann Team-Bronze, 1979 in Limerick kam sie auf Platz 14 und 1981 in Madrid auf Platz 27.
Nachdem sie vier Jahre lang als Grundschullehrerin gearbeitet hatte, zog sie 1981 in die Vereinigten Staaten, um professionelle Athletin zu werden. Ihre offene Annahme von Preisgeldern bei Straßenläufen führte zu einem Skandal aufgrund der damals geltenden Amateurstatuten und einer zeitweiligen Sperre durch den neuseeländischen Leichtathletikverband. Die dadurch ausgelöste Diskussion führte jedoch zu einer Reform der Bestimmungen, so dass sie wieder bei nationalen und internationalen Meisterschaften zugelassen und der Weltrekord über 5000 Meter von 15:13,2 min, den sie am 15. März 1982 aufgestellt hatte, anerkannt wurde. Im selben Jahr siegte sie bei den Commonwealth Games in Brisbane über 3000 Meter.
1983 gewann sie den New York Mini 10K und wurde Vierte beim Chicago-Marathon. Im Jahr darauf wurde sie im Februar Zweite beim präolympischen Marathon von Los Angeles, erreichte aber beim Marathon der Olympischen Spiele 1984 in Los Angeles nicht das Ziel.
Bei den Commonwealth Games 1986 in Edinburgh gewann sie Silber über 10.000 Meter, und bei den Olympischen Spielen 1988 in Seoul kam sie über dieselbe Distanz auf den elften Platz.
1990 wurde sie bei den Commonwealth Games in Auckland Elfte über 10.000 Meter und Zweite beim Twin Cities Marathon, 1991 Fünfte beim Los-Angeles-Marathon.
Dreimal wurde sie Neuseeländische Meisterin über 1500 Meter (1976, 1979, 1980), je zweimal über 800 Meter (1976, 1979), über 3000 Meter (1982, 1986) sowie im 4-km-Straßenlauf (1972, 1973) und je einmal über 5000 Meter (1987) und 10.000 Meter (1990).
1993 rief sie in ihrem Wohnort Boise (Idaho) den Frauenlauf Women’s Fitness Celebration (heute FitOne) ins Leben. 1995 wurde sie als Member of the British Empire (MBE) ausgezeichnet; im selben Jahr erhielt sie die US-amerikanische Staatsangehörigkeit. 2008 wurde sie in die Hall of Champions von Running USA aufgenommen, 2009 in die New Zealand Sports Hall of Fame.

## Bestzeiten
- 800 m: 2:04,05 min, 16. Februar 1980
- 1500 m: 4:10,68 min, 28. Juli 1976, Montreal
- 1 Meile: 4:33,93 min, 15. Januar 1983, Christchurch
- 3000 m: 8:45,53 min, 4. Oktober 1982, Brisbane
- 5000 m: 15:13,22 min, 17. März 1982, Auckland
- 10.000 m: 31:53,31 min, 28. Juli 1986, Edinburgh
- 10-km-Straßenlauf: 31:45 min, 16. Mai 1982, Cleveland
- 15-km-Straßenlauf: 49:01 min, 26. Juni 1988, Portland
- Halbmarathon: 1:11:27 h, 17. September 1983, Manchester
- Marathon: 2:31:41 h, 14. Oktober 1990, Saint Paul

## Veröffentlichungen
- mit John L. Parker Jr.: Uncommon Heart. Cedarwinds, 2000, ISBN 0915297280